# Ascoli Satriano

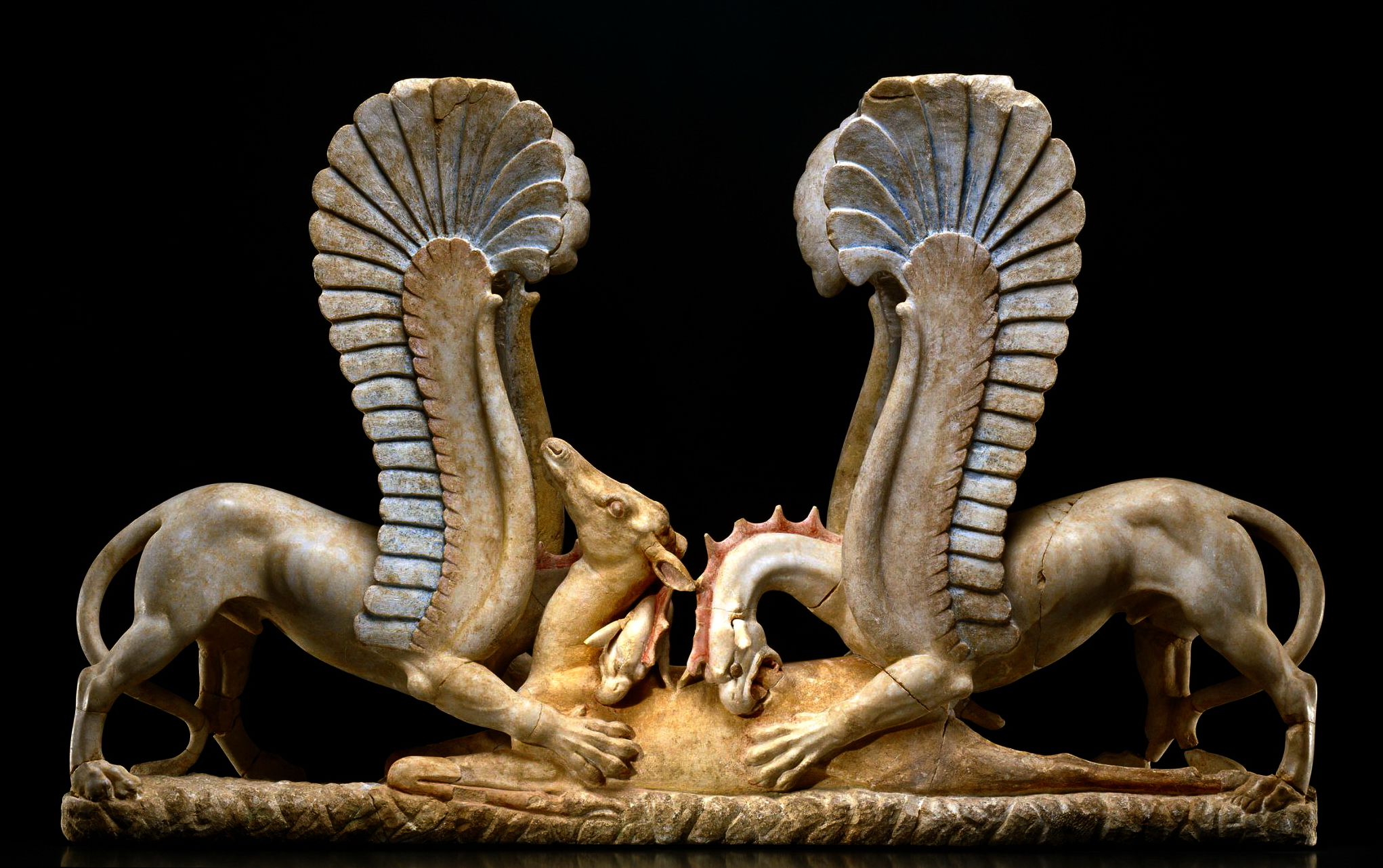
Il trapezophoros, capolavoro in marmo policromo raffigurante due grifoni che sbranano una cerva, ha reso Ascoli Satriano nota come "Città dei Grifoni". Questo sostegno di mensa fa parte del complesso scultoreo dei Marmi di Ascoli Satriano.

Ascoli Satriano (Ascoli fino al 1860 e talvolta indicata come Ascoli di Puglia) è un comune italiano di 5 672 abitanti della provincia di Foggia in Puglia.

## Geografia fisica

### Territorio
L'abitato sorge a sud-ovest della città di Foggia su un'altura formata da tre colline del Subappennino dauno che dominano la valle del Carapelle, nel Tavoliere delle Puglie. Per prevenire smottamenti del terreno, di natura argillosa, i pendii dell'altura sono stati rimboschiti di alberi sempreverdi. Per la sua superficie comunale è 5ª nella Provincia di Foggia, 8ª nella regione Puglia e 32ª per estensione territoriale in Italia.

### Clima
Il clima del territorio ascolano è di tipo mediterraneo continentale. Le temperature sono principalmente miti nelle stagioni intermedie; nei mesi estivi si raggiungono facilmente i 35/40 °C e in quelli invernali si scende non di rado al di sotto dello 0 °C, con sporadiche nevicate in questi periodi. La piovosità, alquanto modesta (500/600 mm annui), si concentra soprattutto nei mesi autunnali di ottobre-novembre con medie mensili di 57 mm, mentre in luglio si ha una media di soli 25 mm.

## Origini del nome
Nota in epoca romana come Ausculum o Asculum, spesso con l'aggiunta dell'epiteto Apulum (con riferimento all'antica Apulia) onde evitare confusione con A(u)sculum Picenum (attuale Ascoli Piceno), in latino medievale divenne poi nota come Asculum Satrianum. L'etimologia di entrambe le componenti ("Ascoli" e "Satriano") rimane però incerta.

## Storia

### Antichità
(Orazio, Satire I 5, 87, viaggio da Roma a Brindisi)
La città fu un importante centro di origine certamente preromana. I primi abitanti furono i Dauni, popolazione indo-europea giunta via mare dalle sponde illiriche nell'XI secolo a.C. che si mescolò con le preesistenti popolazioni di origine mediterranea. Fu l'antico toponimo Auhuscli - è questa la scritta che compare con lettere greche sulle monete che vi si coniavano tra il IV e il III secolo a.C. che si trasformò nel latino Ausculum è stato ricondotto al termine aus(s), ossia fonte. Dagli antichi Romani era chiamata Ausculum Apulum, con riferimento all'antica Apulia.
Nel 279 a.C. nei pressi della città si verificò la battaglia che oppose i Romani, che avevano già fatto grandi passi nella loro espansione sul suolo italico, a Pirro, re dell'Epiro chiamato in aiuto dalla colonia greca di Taranto in funzione antiromana. L'effimera affermazione delle truppe di Pirro, costata molto in termini di vittime all'esercito dell'Epiro, rese proverbiale l'espressione "vittoria di Pirro": secondo Plutarco, «a uno che gli esternava la gioia per la vittoria, Pirro rispose che un'altra vittoria così e si sarebbe rovinato».
Entrata definitivamente nell'influenza di Roma, Ascoli non perse il diritto di coniare monete di bronzo a suo nome. Durante la seconda guerra punica (218-201 a.C.), culminata nella battaglia di Canne, la città tenne salda l'alleanza con Roma contro Annibale. Durante la guerra sociale, Lucio Cornelio Silla vi fondò la Colonia Militare Firmana, assegnandola ai veterani della Legio Firma, in località Giardino, vicino al nucleo urbano ascolano, in ottima posizione per controllarne militarmente il territorio. Fu qui che, probabilmente, sostò il poeta Quinto Orazio Flacco durante il suo celebre viaggio a Brindisi, nel 38 a.C.

### Medioevo ed età moderna
Distrutta a metà del IX secolo dai saraceni nel 1040, la città si ribellò ai Bizantini uccidendo il catapano Niceforo Doceano; il 4 maggio 1041 si combatté a pochi chilometri dalla città la battaglia di Montemaggiore che assicurò ai Normanni il dominio delle Puglie. Durante la dominazione angioina, fu feudo di parecchie casate, tra le quali quella dei d'Aquino e degli Acciaiuoli, e spesso teatro di rivolte contro i signori feudali e alcuni vescovi della città, che era sede vescovile, secondo la tradizione, dal I secolo.
Nel 1530 fu infeudata ad Antonio de Leyva e successivamente ai duchi Marulli. Nel 1753 per volere di Carlo III fu istituito ai fini fiscali l'Onciario catastale della Città di Ascoli.
Nel 1799 vi fu una rivolta sanfedista, ricordata da una lapide in piazza Cecco d'Ascoli.

### Età contemporanea
A partire dalla fine dell'Ottocento la comunità ascolana fu interessata da un sempre più consistente fenomeno migratorio verso le Americhe, che raggiunse la sua acme tra il 1903 e il 1914, per poi arrestarsi durante il periodo bellico e il fascismo. Dopo i bombardamenti di Foggia, Ascoli Satriano fu liberata dalle truppe anglo-statunitensi. Ascoli Satriano è ricordata anche dallo scrittore irlandese James Joyce.

Nel secondo dopoguerra Ascoli, prossima a Cerignola, si trovò al centro di importanti lotte bracciantili contro il latifondismo, la mezzadria e le gabbie salariali. Scioperi, manifestazioni e occupazione di terre erano frequenti. Sindacalisti e politici come Giuseppe Di Vittorio, Baldina Di Vittorio, Alfredo Reichlin, Michele Magno, Michele Pistillo, Pietro Carmeno, Angelo Rossi,Vincenzo Giusto, ecc. periodicamente pronunciavano dei discorsi appassionati per organizzare sostenere le rivendicazioni delle classi lavoratrici in piazza Cecco d'Ascoli (oggi piazza Giovanni Paolo II).

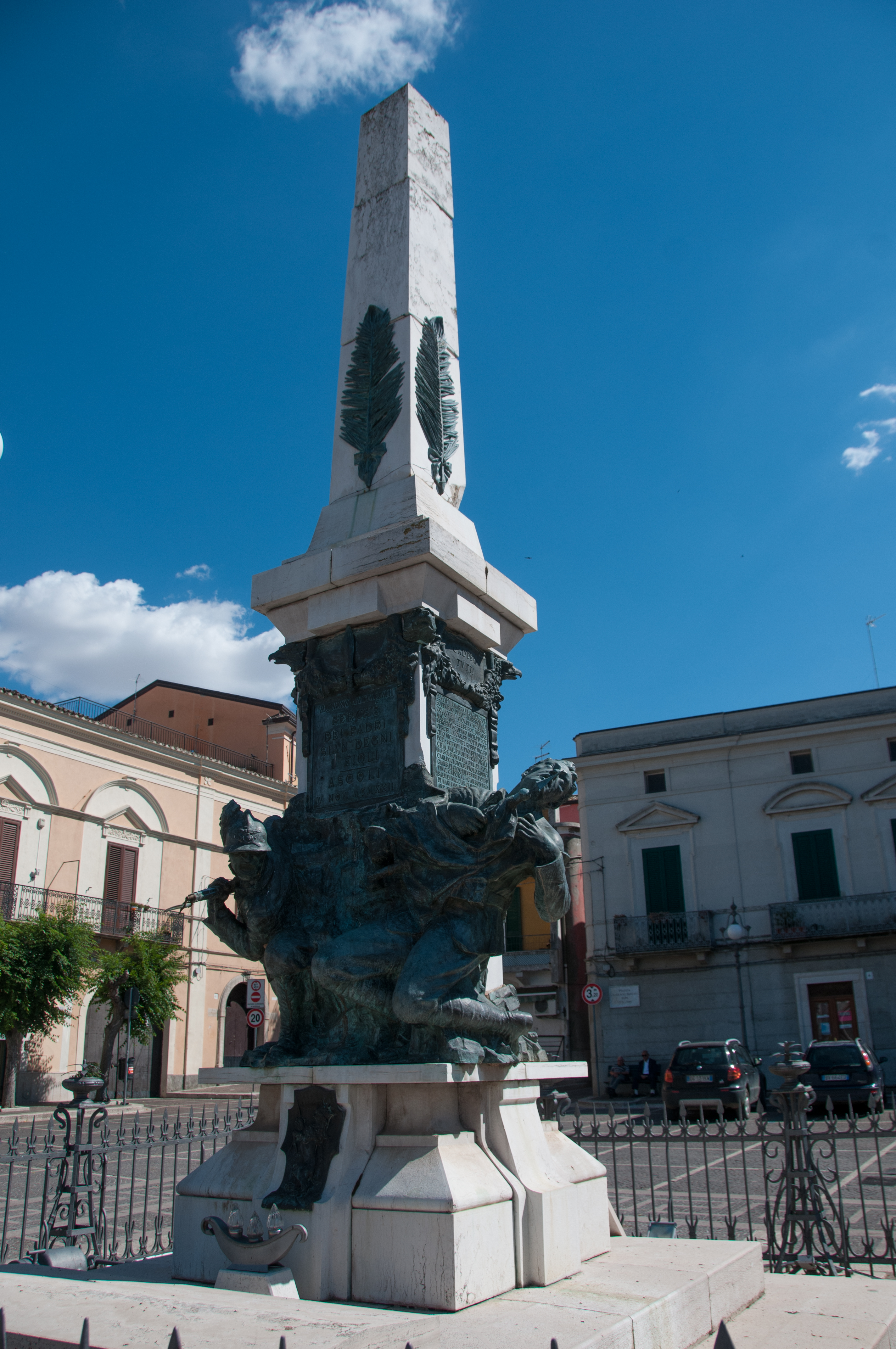
Monumento ai caduti di Giulio Barberi
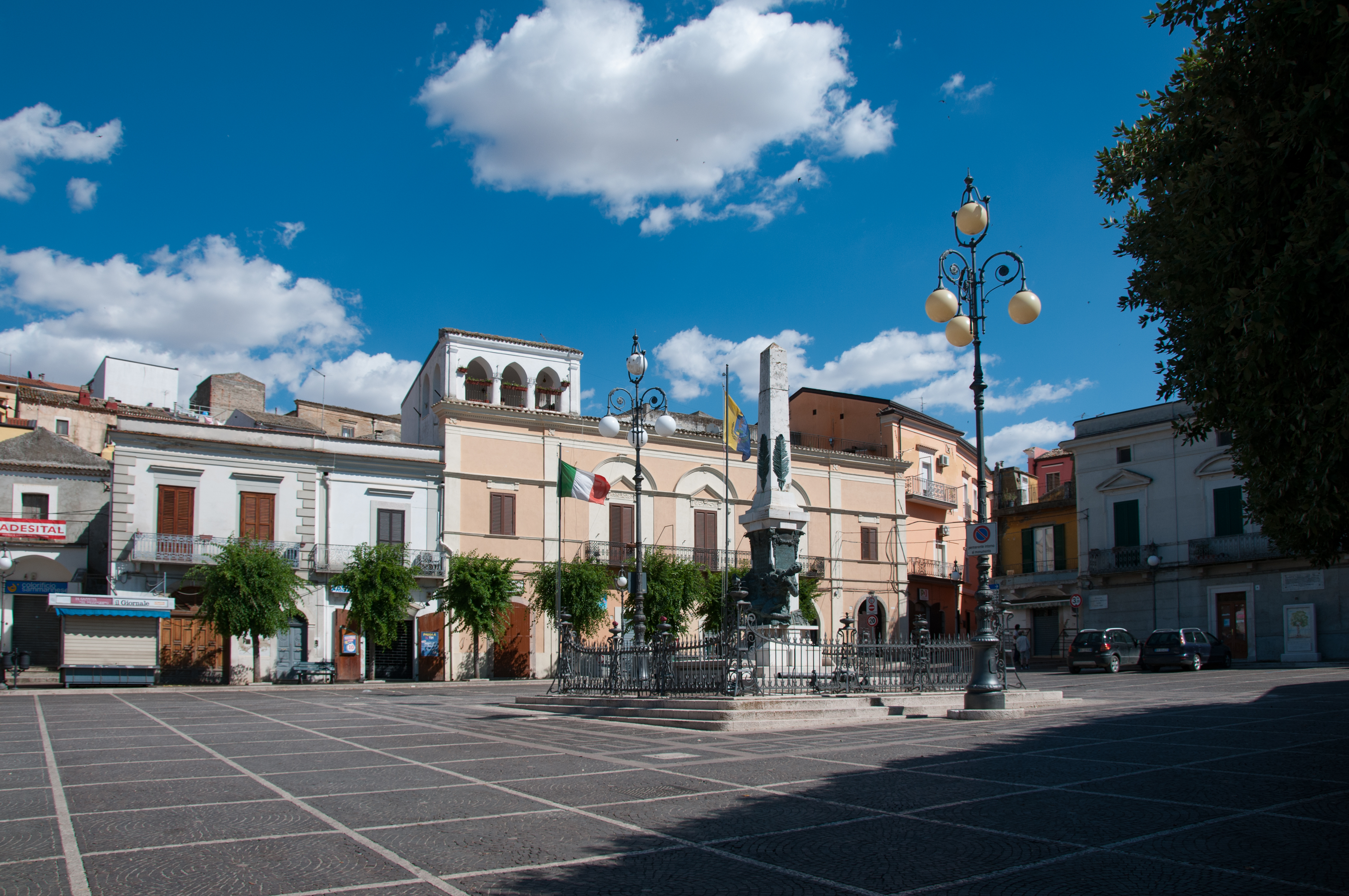
Piazza Giovanni Paolo II

### Simboli
Lo stemma della Città di Ascoli Satriano è stato concesso con decreto del presidente della Repubblica del 25 gennaio 2005.
(D.P.R. 25.01.2005 concessione di stemma e gonfalone)
Il gonfalone è un drappo di giallo con la bordatura di azzurro.

### Onorificenze
Con decreto del presidente della Repubblica del 21 luglio 2003, Ascoli Satriano ha acquisito il titolo di città, già rivendicato per essere sede diocesana dal X secolo.

### Premi

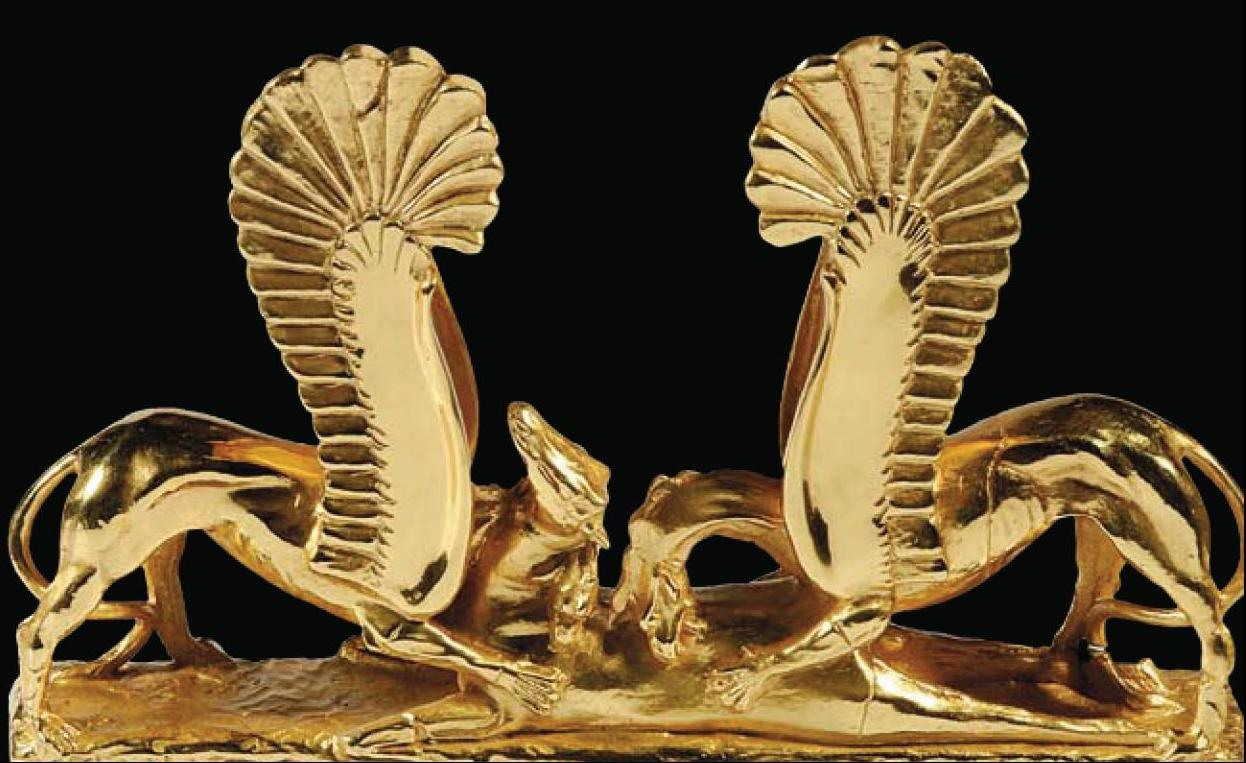
Premio "Grifoni d'oro"

La più importante onorificenza del comune di Ascoli Satriano sono i "grifoni d'oro", conferiti a chi si è distinto in vari campi promuovendo la città di Ascoli. Il premio è stato conferito, tra i tanti, anche ad Alberto Angela e Michele Placido, quest'ultimo nato ad Ascoli.

## Monumenti e luoghi d'interesse

### Architetture religiose
- Basilica Cattedrale Natività della Beata Vergine Maria, del XII secolo, in stile romano-gotico.
- Chiesa di San Giovanni Battista del XII secolo, è la più antica del paese, anche se ha subito nel tempo diverse trasformazioni.
- Chiesa dell'Incoronata del Quattrocento, la cui facciata si ispira a un disegno dell'architetto Luigi Vanvitelli.

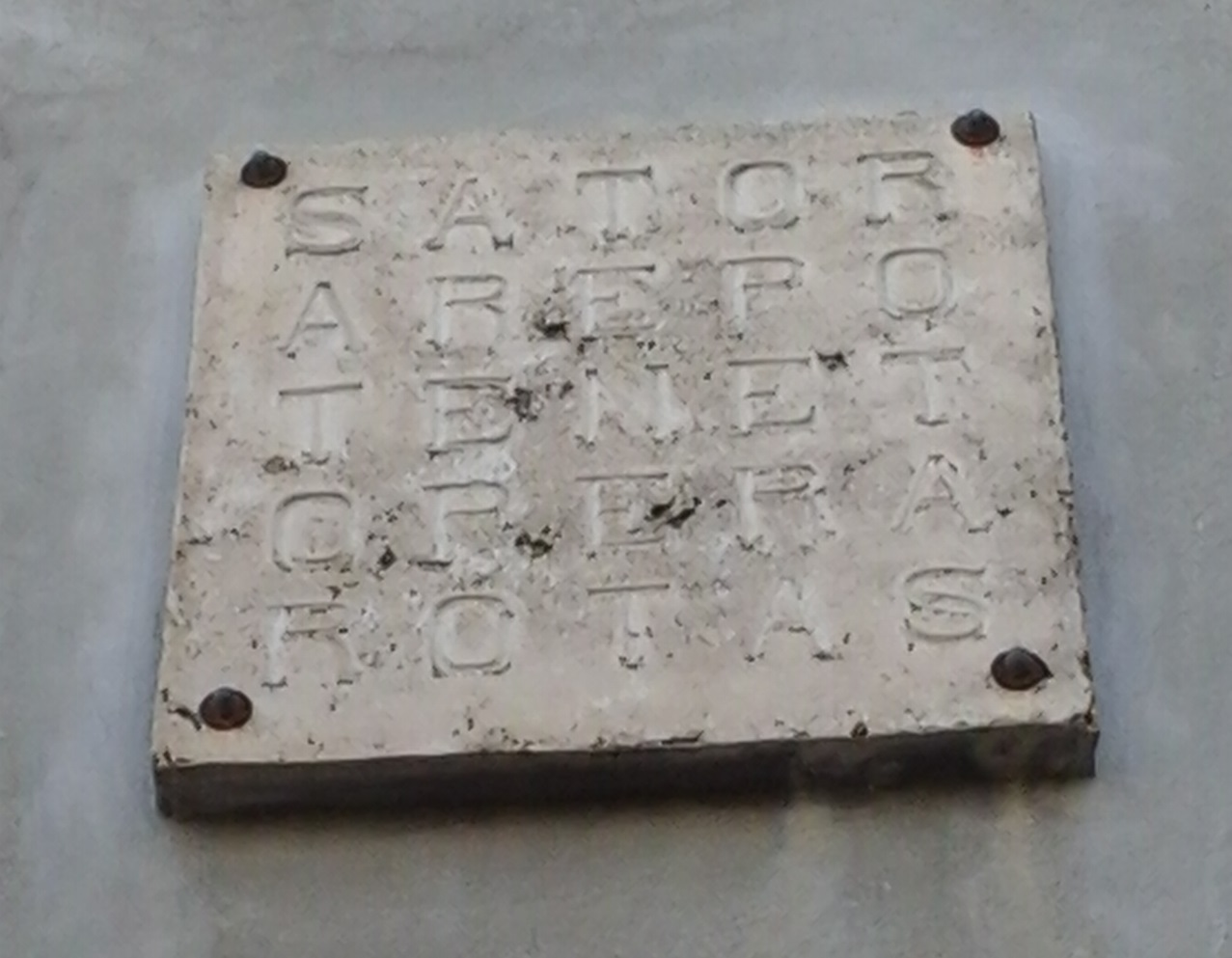
Quadrato magico inciso su pietra nella chiesa di San Potito martire

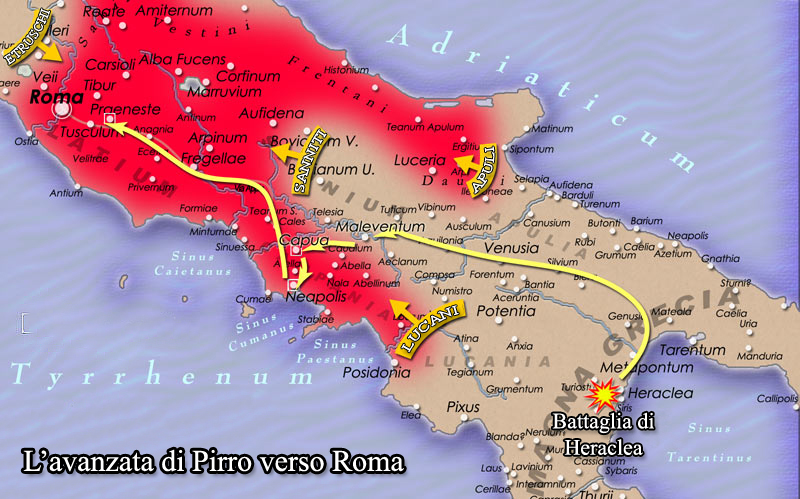
L'avanzata di Pirro verso Roma - 280 a.C. - 275 a.C.

- Chiesa di San Potito Martire, del XVII secolo, che conserva un coro ligneo barocco del 1643 e un esemplare di incisione su pietra del Quadrato del Sator.
- Chiesa antica di Santa Lucia, costruita nel XVII secolo e poi diventata nel XIX secolo cappella gentilizia della famiglia Visciòla a cui si deve l'attuale aspetto interno.
- Chiesetta della Madonna della Libera, piccolissima chiesa situata in fondo a un vicoletto di fronte al Castello. Di proprietà privata, fu in origine una normale abitazione nella quale, a seguito di lavori, fu scoperta in una nicchia murata la statua di una Madonna bruna a cui i cittadini hanno attribuito svariati miracoli.
- Chiesa della Madonna del Soccorso o della Misericordia, costruita nel XIV secolo dai padri Agostiniani, ha due titoli dedicati alla Madonna, ai quali corrispondono due opere d'arte contenute al suo interno: l'icona della Madonna della Misericordia e la statua della Madonna del Soccorso.
- Chiesa della Madonna di Pompei, edificata nel XIX secolo sui resti dell'antica cattedrale di Santa Maria del Principio e di una torre.
- Chiesa di San Rocco, riaperta al culto nel 1984 dopo essere stata ristrutturata e restaurata a seguito dei danni subiti dal terremoto del 1980.

Chiesa Cattedrale
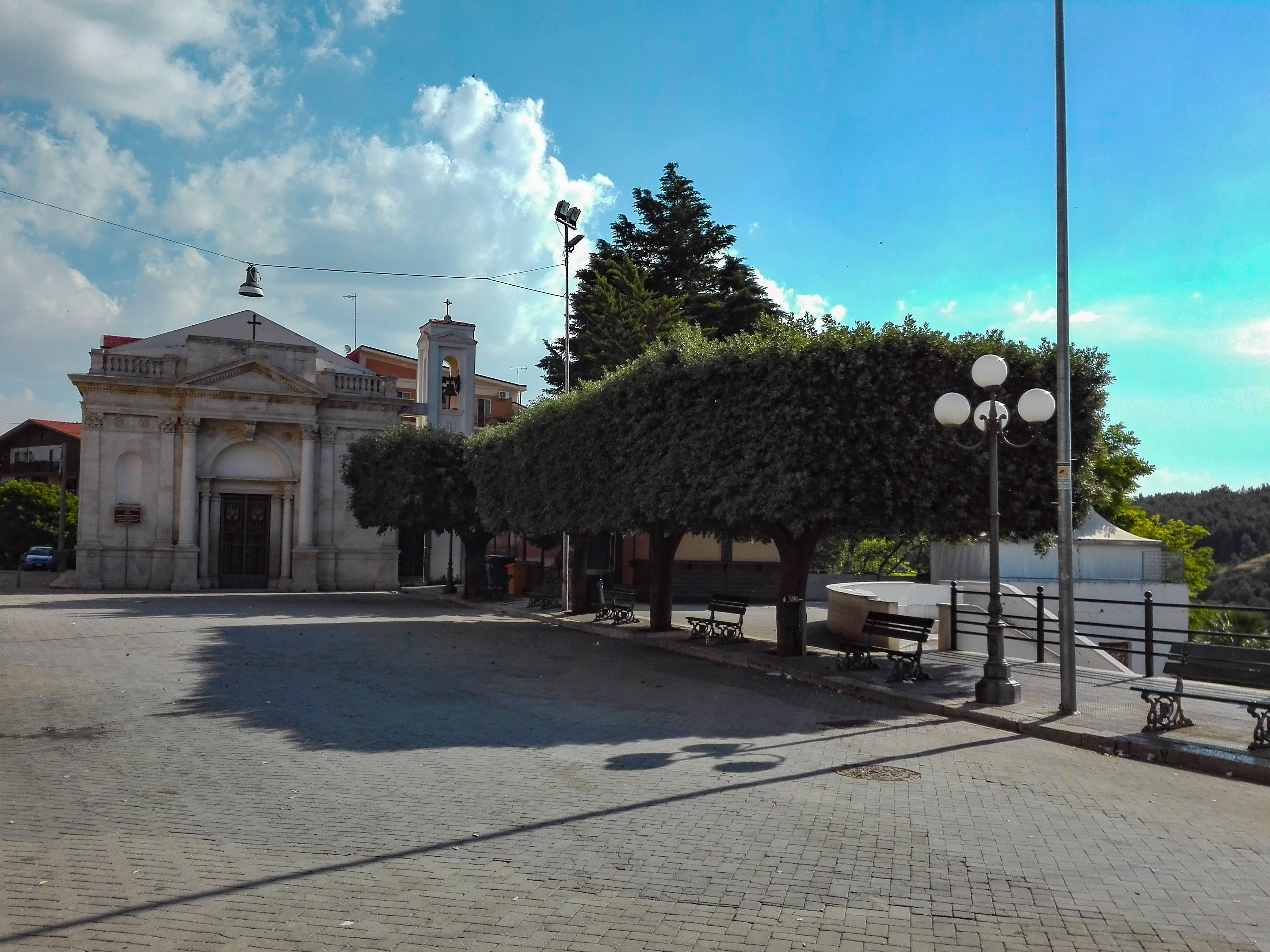
Chiesa dell'Incoronata
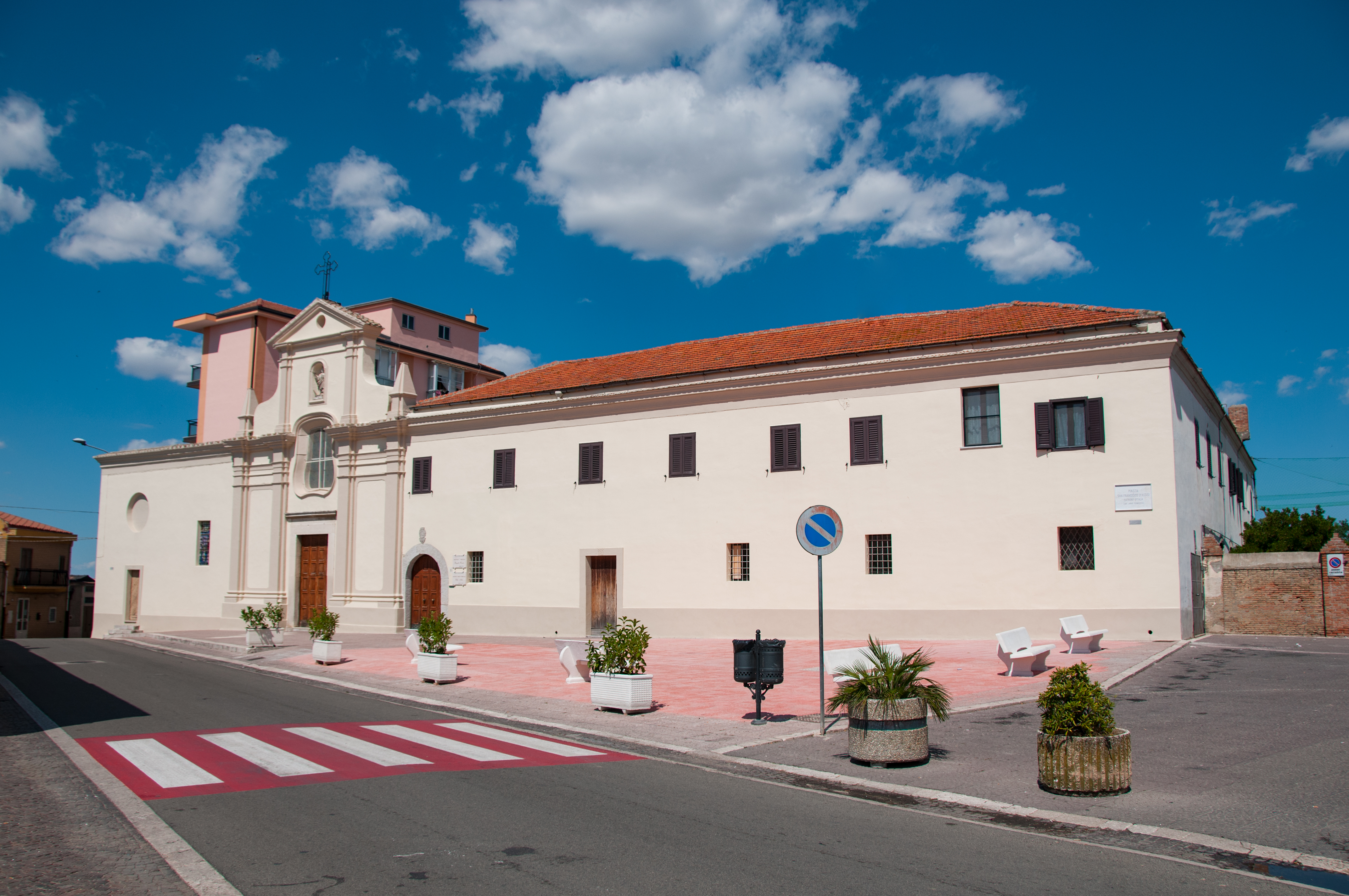
Convento di San Potito Martire
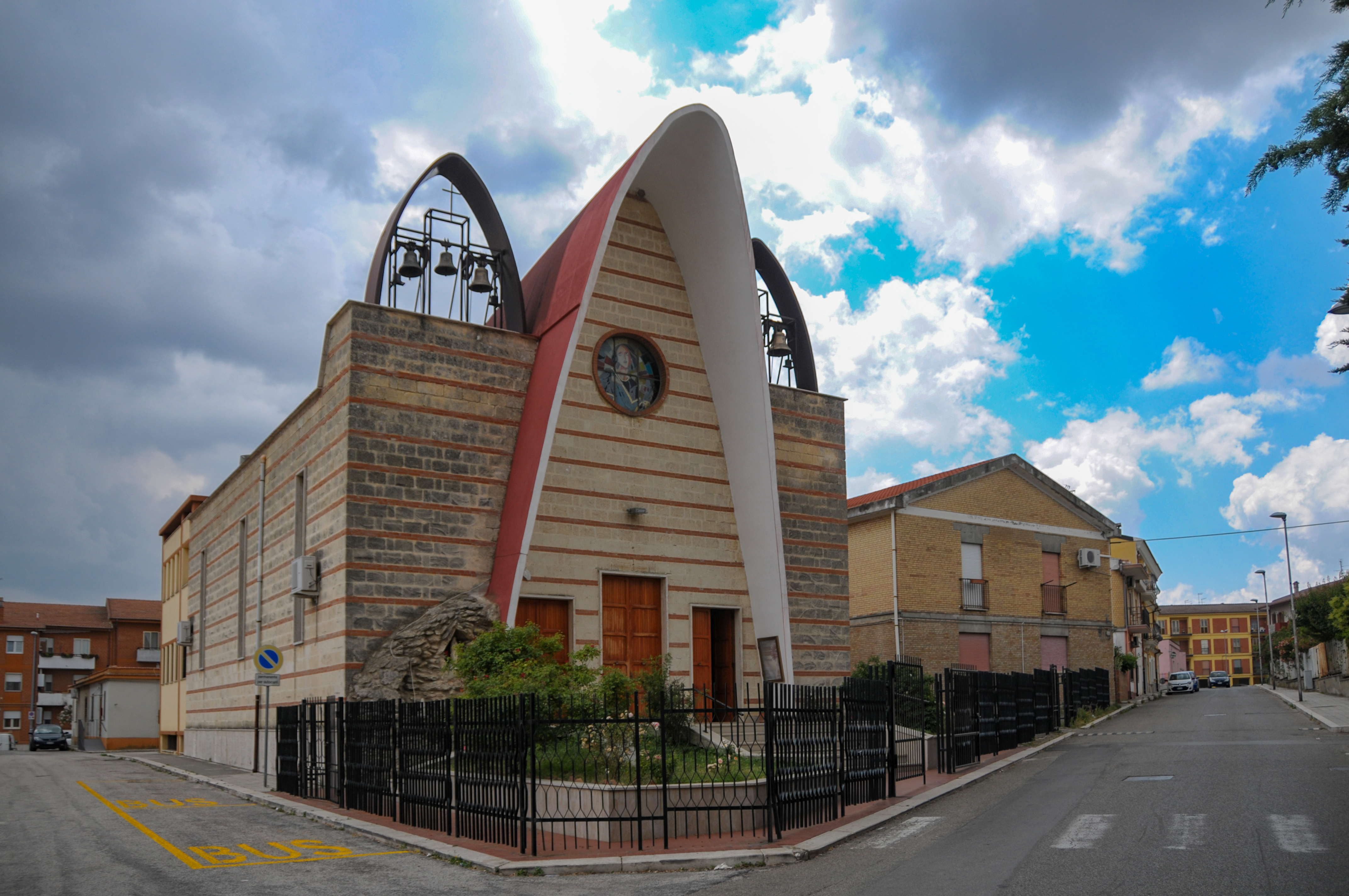
Chiesa di Santa Lucia
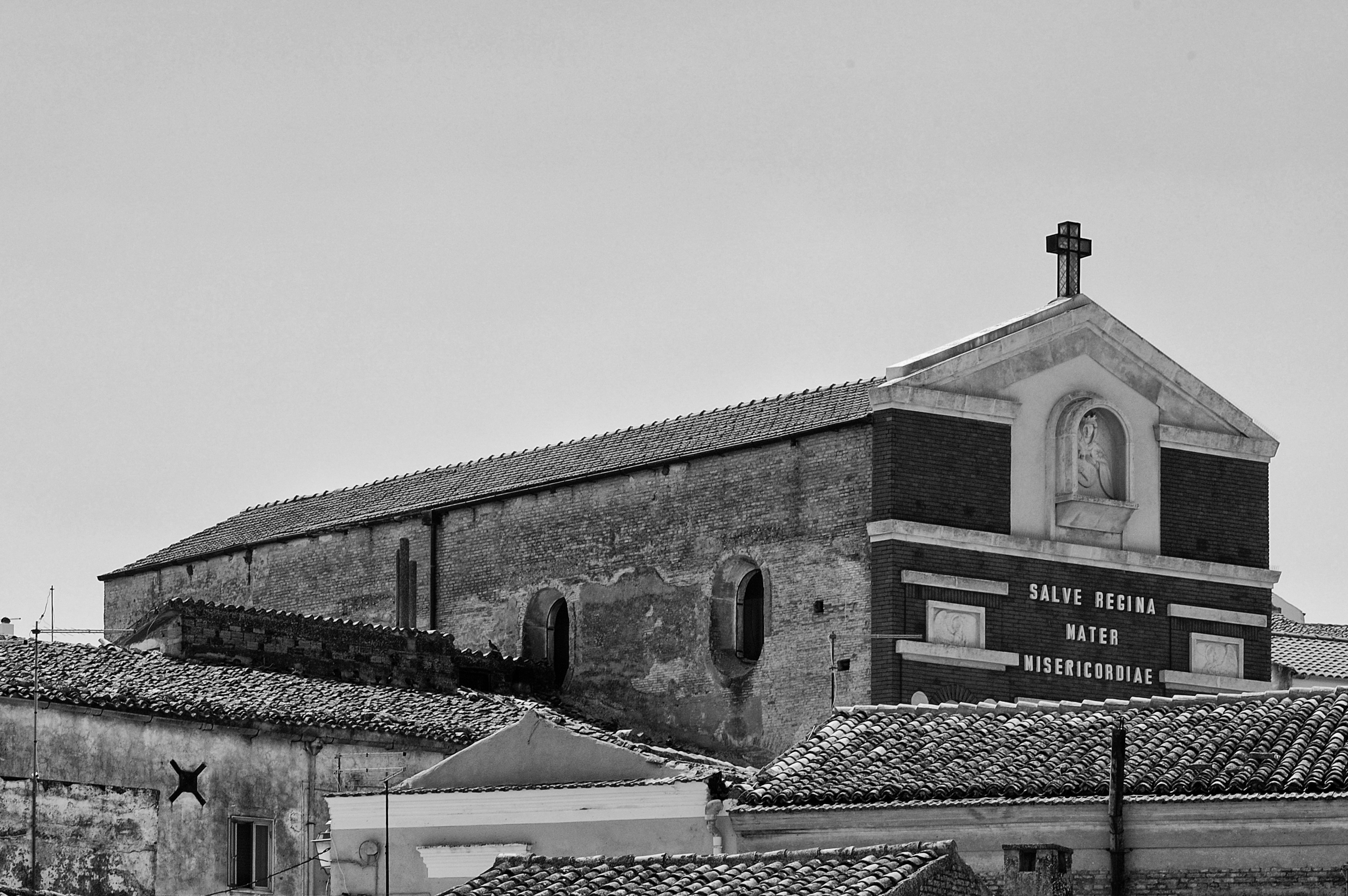
Chiesa della Misericordia
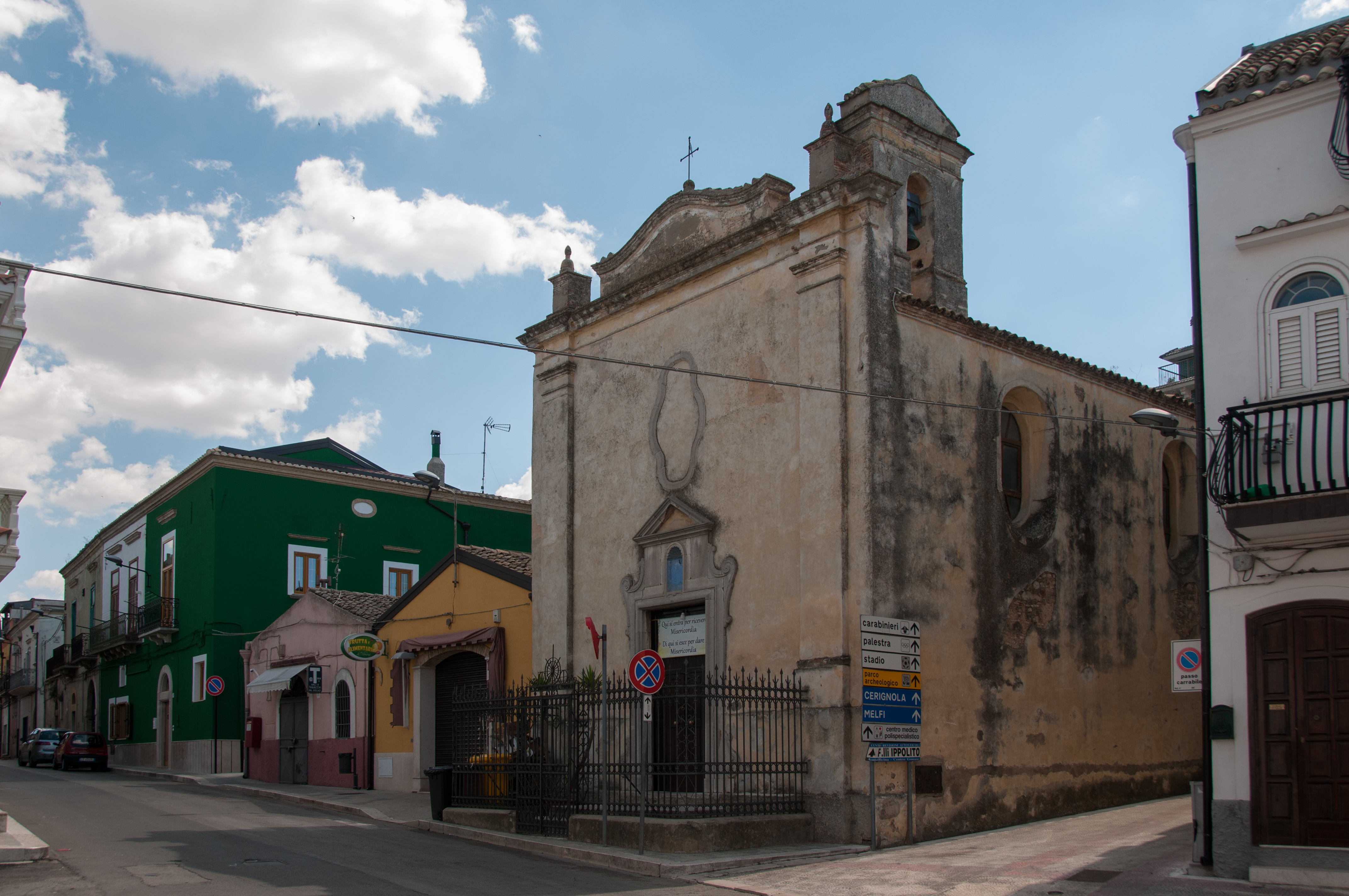
Chiesa di San Rocco

### Architetture civili
- Ponte Romano del I-II secolo d.C., a tre arcate sul fiume Carapelle.
- Palazzo Visciola, del XVI secolo, prima appartenuto ai Gesuiti, oggi sede del locale Municipio.
- Palazzo del Cavaliere, di cui la struttura originaria è risalente al secolo XVI, attualmente modificata e divisa nei palazzi Merola, Accetta e Leone. Conserva un portale in pietra con epigrafe e con simboli dei Cavalieri di Malta. Nei locali che si aprono sulla parte inferiore di via G. Vigilante, ospitò il Teatro Parisi.
- Villa Marulli, con portale in pietra del Seicento recante il simbolo dei Cavalieri di Malta.
- Palazzo Angiulli, chiamato anche "caserma vecchia" è imponente complesso edilizio del 18º secolo appartenente a una facoltosa famiglia agricola. Dopo l'Unità d'Italia ospitò la caserma dei Carabinieri. L'edificio si presenta con un portale in pietra e da aperture di balconi e finestre in pietra.
- Palazzo Caggese, risale al XVII secolo e ha come particolarità una facciata con una serie di arcate.
- Palazzo d'Alessandro, immobile sei-settecentesco, l'intero palazzo era costituito da un'ala delle cucine, un'ala per le abitazioni e il salone vero e proprio. Nel cortile d'ingresso è anche visibile lo stemma di famiglia "Robur et Splendor".
- Palazzo De Benedictis, di stile barocco risale al XVIII secolo con un'imponente facciata e balconi divisi da Iesene.
- Palazzo D'Errico, risale al XX secolo, la particolarità si nota in alto dove svetta una loggetta con trifora ad archi ogivali.
- Palazzo Frezza, XX secolo.
- Palazzo Papa, risalente al XIV secolo fu sede del monastero di S. Pietro.
- Palazzo Rinaldi e Farina, risalgono al XIII secolo e come il precedente facevano parte degli edifici del monastero di S. Pietro.
- Palazzo Vella, facente parte anch'esso del complesso di edifici del monastero di S. Pietro nel tempo ha subito diverse modifiche, presenta una particolare loggetta con una serie di archi.
- Palazzo D'Autilia, imponente complesso del secolo XVIII, con facciata in mattoni con arcate e aperture di finestre.
- Fontane romane, costruite dal magistrato romano Fundario Prisco in età imperiale, costituisce un importante complesso idraulico utilizzato fino all'avvento dell'acquedotto pugliese nel 1900.
- Porta di Sant'Antonio Abate, è l'antico ingresso della città (a partire dalla sua destra si conserva ancora un tratto di cinta murarie), ristrutturato nel 1756. È chiamato Arcö dë l'uspëdälë, poiché vicino all'antico ospedale civico, o anche Arcö dï San Pötitö, in quanto sul terrazzino in cima fu collocata una statua litea del santo patrono.

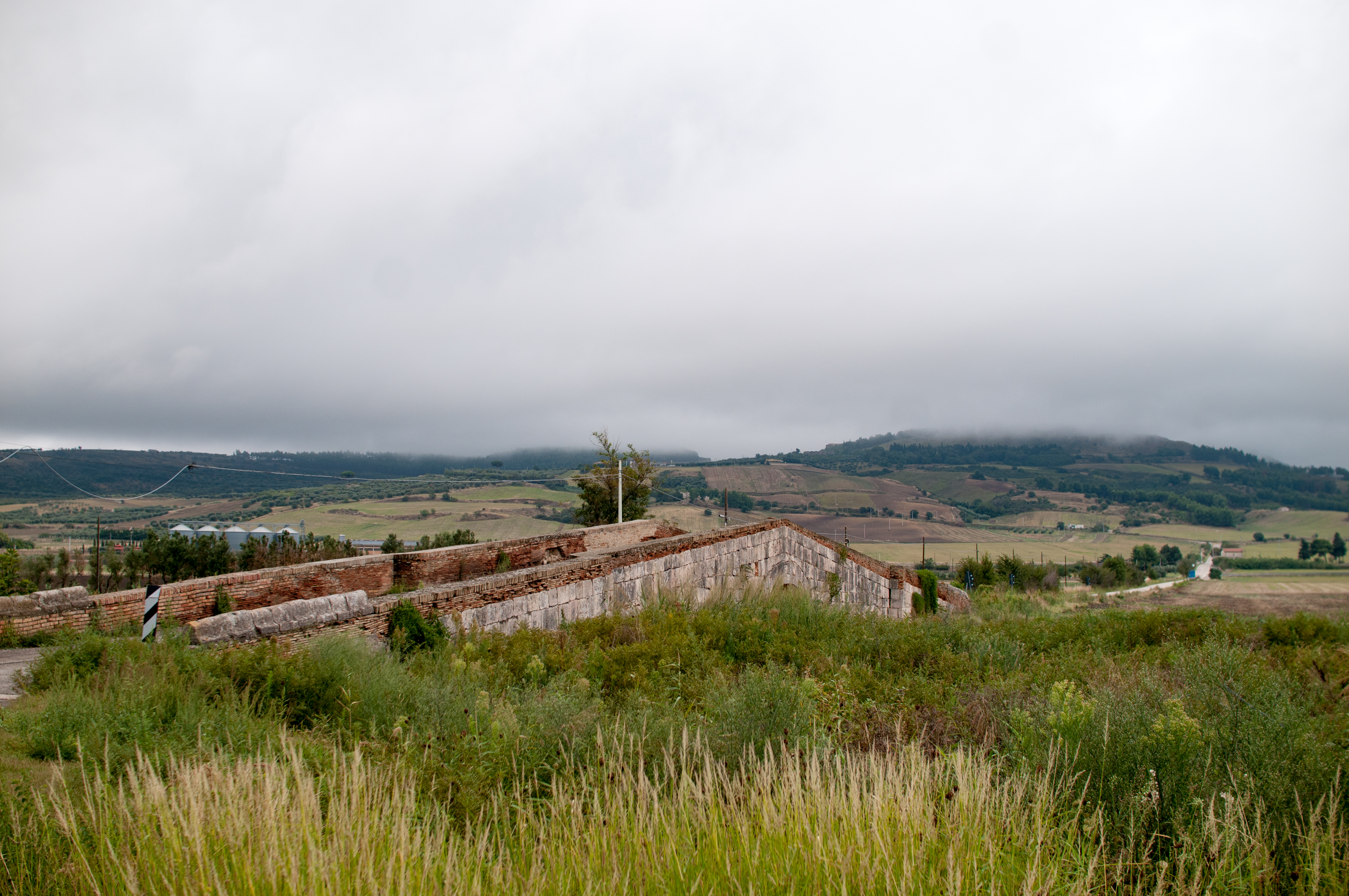
Ponte romano
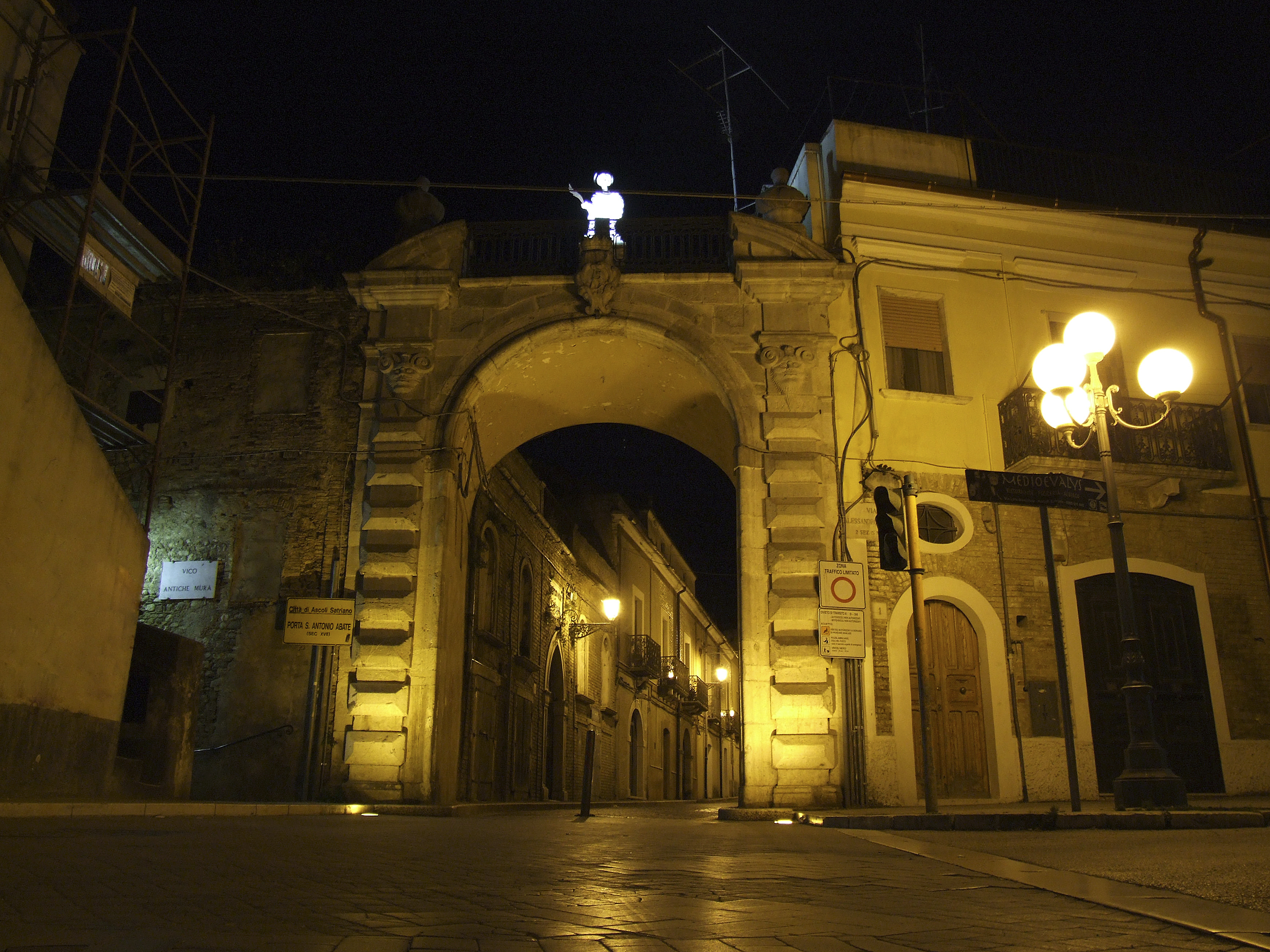
Porta di Sant'Antonio Abate

### Architetture militari
Castello normanno, dal XVI secolo palazzo ducale. Conserva elementi risalenti al XII secolo. L'origine è di epoca normanna, castello dei feudatari di Ascoli Satriano, ha le sue strutture più antiche risalenti al secolo XII. Castello turrito fino all'inizio del XVIII secolo, fu definitivamente trasformato in Palazzo Ducale dagli ultimi feudatari, i Duchi Marulli. Ha un portale di ingresso sormontato da una loggia con una serie di finestre ad arco; le prigioni restano l'unico ambiente originale intatto. Il cortile è quadrangolare e pavimentato con acciottolato a raggiere: dal portale interno attraverso una scalinata si sale alla loggia interna con due imponenti arcate. All'interno ha vaste camere, porte originali del Settecento e due scale a chiocciola una delle quali porta alla torretta. Il Palazzo Ducale negli ultimi tempi ha vissuto importanti opere di restauro e ristrutturazione, grazie anche alla consulenza del noto critico d'arte Vittorio Sgarbi, che hanno permesso il recupero del piano nobile e del cortile del castello, infatti il 3 agosto 2019 c'è stata l'inaugurazione dove oltre a diverse autorità locali era presente anche lo stesso Sgarbi. 

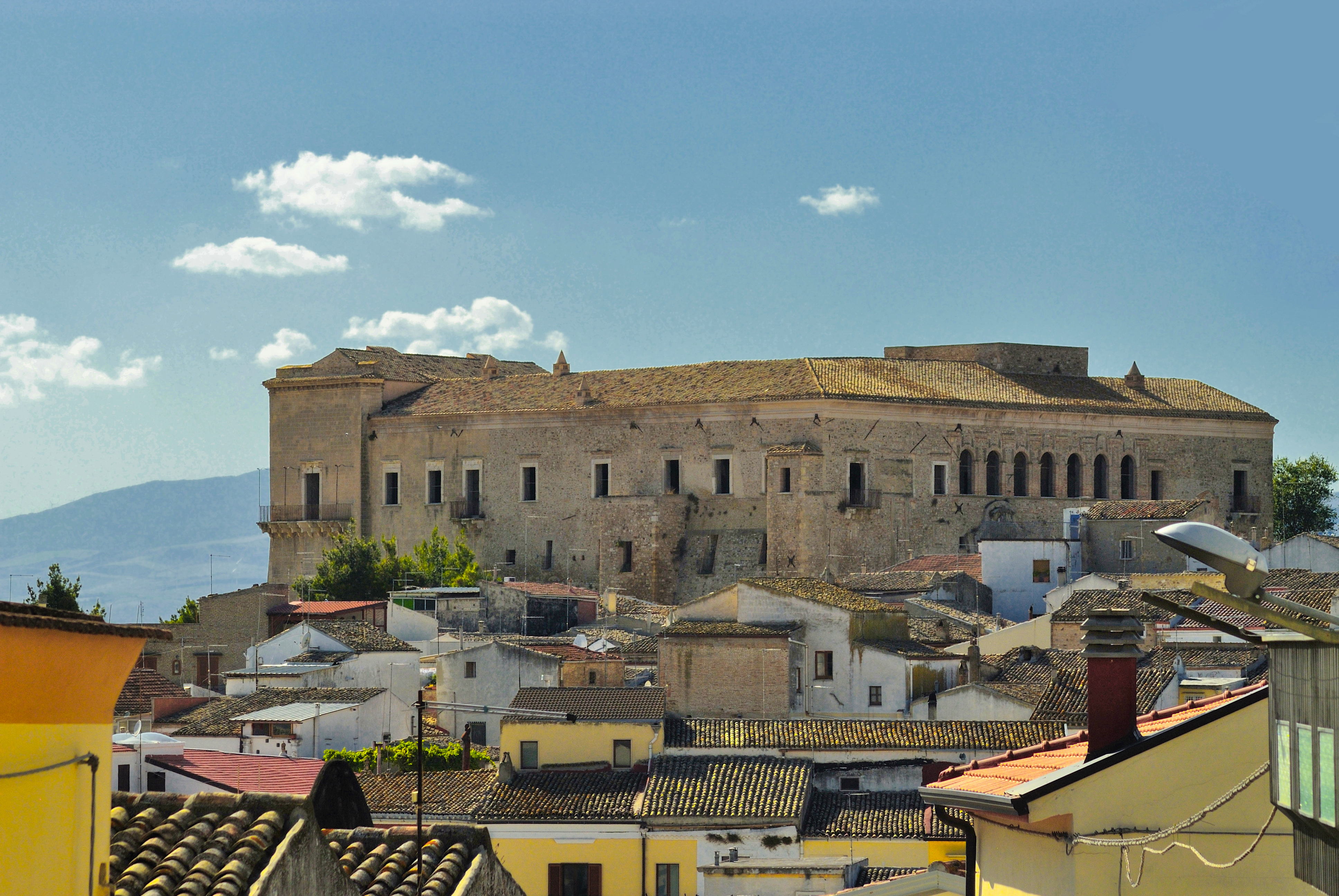
Panorama da quartiere San Potito
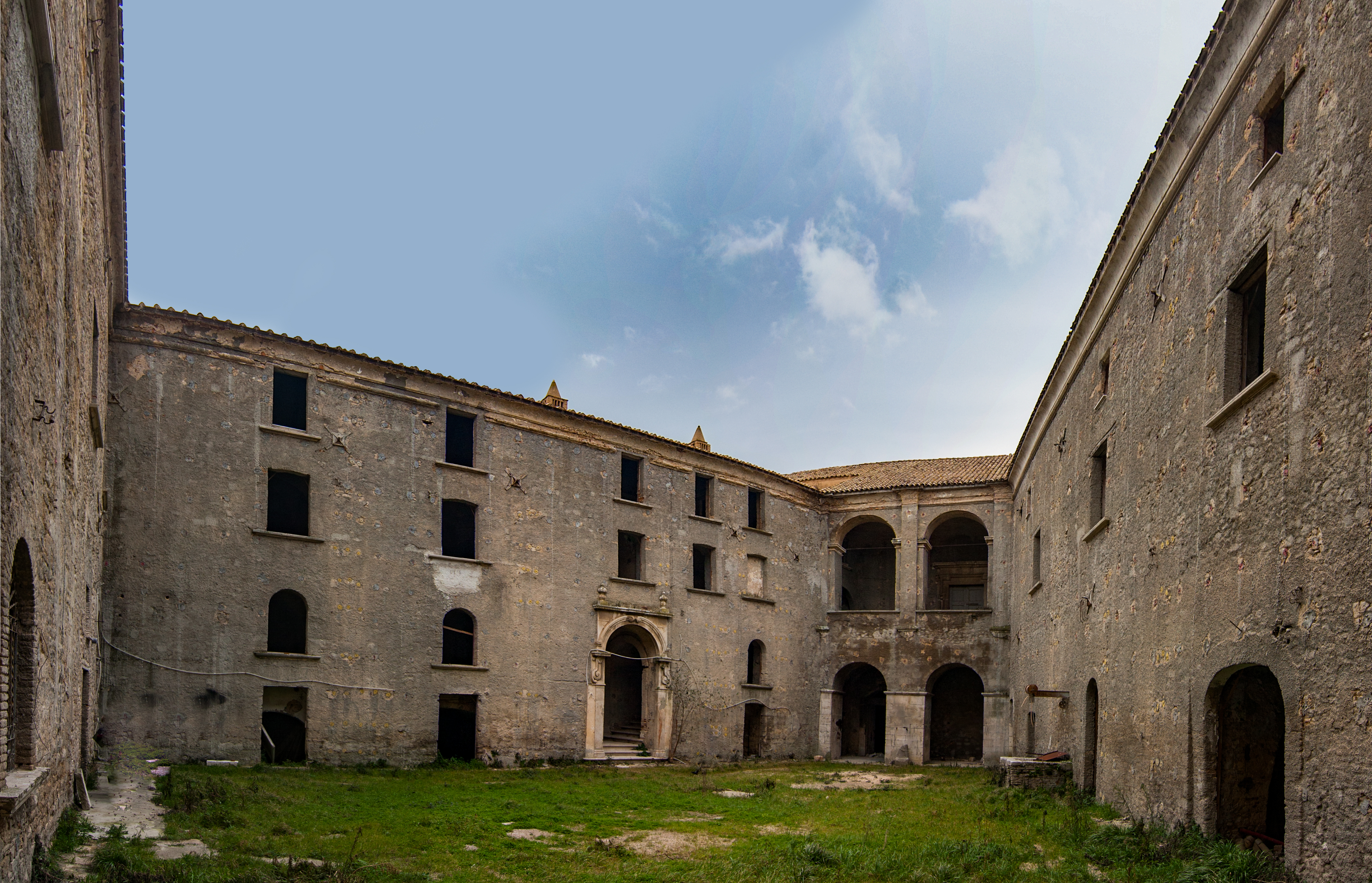
Cortile interno
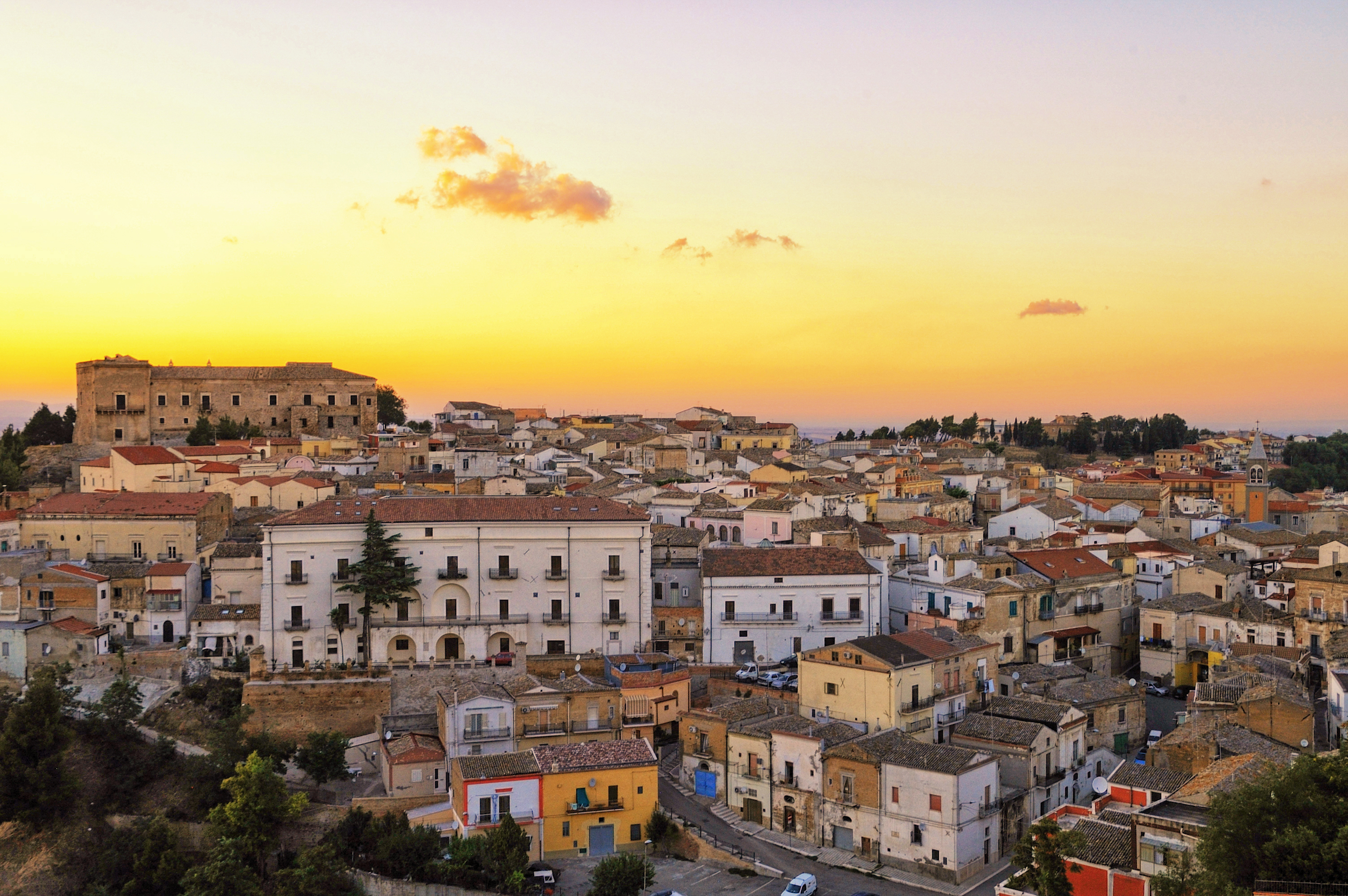
Panoramica

### Aree naturali
Selva San Nicola: anche detto "camposanto vecchio", con scorci interessanti, sentieri e aree pic-nic. All'interno della selva sono presenti i seguenti alberi: pino d'Aleppo, pino domestico e il cipresso.
Selva San Giacomo: anche detto "il boschetto", disteso per 70 ettari di roveri e querce secolari. All'interno è presente una fontana con abbeveratoio in pietra, inoltre vi è presente una chiesetta dedicata a San Giacomo.

## Società

### Evoluzione demografica
Abitanti censiti

### Etnie e minoranze straniere
Secondo i dati ISTAT al 1º gennaio 2016 la popolazione straniera residente è di 406 persone, il 6,5% della popolazione totale. Le principali nazionalità presenti nel territorio ascolano erano:
- Romania, 278 - 4,40%
- Polonia, 42 - 0,50%
- Bulgaria, 25 - 0,34%
- Ucraina, 19 - 0,30%

### Lingue e dialetti
Il dialetto ascolano rientra nel gruppo dauno-irpino, presentando caratteri di transizione verso i dialetti irpini parlati nell'estremo entroterra della Campania.

## Cultura

### Biblioteche
La biblioteca comunale "Pasquale Rosario" è intitolata al collezionista di Ascoli Satriano che a partire dal 1880 raccolse una cospicua collezione numismatica e archeologica, poi donata al comune. Nelle tre sale dedicate alla conservazione del fondo antico sono conservate 61 cinquecentine, 200 seicentine e 1600 settecentine.

### Musei
Polo Museale
Il polo museale di Ascoli Satriano è ubicato nell'ex Monastero di Santa Maria del Popolo, all'interno del polo è presente sia il museo civico/archeologico sia quello diocesano.
Museo archeologico
Custodisce i celebri Marmi di Ascoli Satriano, reperti di elevata fattura risalenti al IV-III secolo a.C., rinvenuti nell'agro comunale. Inoltre ospita la mostra "Lo spreco necessario - il lusso delle tombe di Ascoli Satriano" e da poco sono state aggiunte la Sala delle statue e la Sala dei pannelli in opus sectile della cenatio di Villa di Faragola. Nel percorso museale si può ammirare una statua di Apollo in stile arcaistico (II secolo d.C.), la statua del bambino cacciatore e sale dedicate alla collezione di Pasquale Rosario.
Museo diocesano
Conserva molte sculture (fra cui spicca la Madonna col Bambino in trono, risalente al Trecento), pitture, argenti oltre a paramenti e altri oggetti sacri di cui: ostensori, calici, pastorali. Inoltre di rilevante importanza è la Croce intarsiata di avorio e madreperla e i paramenti di seta ricamati in oro.

### Siti archeologici
Parco archeologico dei Dauni
Agli inizi del Novecento Pasquale Rosario, storico e archeologo locale, informava della presenza di scavi clandestini sull'altura della collina Serpente. Solo successivamente avvennero gli scavi da parte della Soprintendenza. Gli scavi hanno consentito di portare alla luce il santuario dauno, quest'ultimo molto frequentato per riunioni pubbliche e religiose delle comunità locali (V secolo a.C.). La collina del Serpente dopo essere stata abbandonata per scopi religiosi, venne utilizzata per sepolture di aristocratici locali. Di pregevole fatture sono l'ampia pavimentazione a ciottoli pluviali con disegni geometrici del santuario di età tardoantica, unico nel suo genere, come anche la tomba della principessa, la tomba delle coppe di vetro, la tomba del guerriero e l'intera area monumentale.
Parco archeologico di Faragola
La nota villa romana di Faragola risale al periodo tardoantico, venne utilizzata tra il IV e VI secolo. La villa era sorta su un insediamento dauno e di una fattoria romana. Il sito poi venne occupato da un villaggio altomedievale, subendo via via numerose trasformazioni. Il percorso prevede la visita ai resti della sala da pranzo detto cenatio, il divano per il banchetto detto stibadium e le terme dette balneum.
Abitato Daunio di Giarniera Piccola
Nella valle del Carapelle è stato portato alla luce un esteso centro abitato di età dauna risalente al VII-III secolo a.C. in località "Giarnera Piccola" dove sono stati ritrovati estesi mosaici a ciottoli, tombe con ricchi corredi e strutture produttive. Alcune strutture sono state costruite sopra le tombe più antiche probabilmente utilizzate come luoghi di culto o residenze aristocratiche. Tali ritrovamenti rappresentano uno dei pochi esempi di agglomerato rurale di età daunia.

## Geografia antropica

### Suddivisioni storiche
I rioni di Ascoli Satriano sono cinque: San Potito (il più abitato), Santa Maria del Popolo (il più esteso), Castello (il più antico), San Rocco e Serpente (il più recente e alto).

## Economia

### Agricoltura
L'economia è basata sul settore agroalimentare. Le principali produzioni sono: pasta fresca, pane, taralli, biscotti, prodotti caseari, prodotti suini e l'olio extra vergine d'oliva D.O.P. Inoltre Ascoli è inserita anche nella strada dell'olio "I Monti della Daunia". La presenza di vegetazione di tipo mediterranea permette la nascita di asparagi selvatici, origano e capperi oltre ad altre verdure selvatiche.

### Industria
Il comune dispone di una area industriale di 250 ettari, di cui 80 forniti da infrastrutture come: impianti depurativi, fogna nera e condotta di acqua potabile. La zona industriale gode di una posizione strategica, a soli 5 km dal casello autostradale di Candela e a 25 km dall' Aeroporto di Foggia "Gino Lisa".

### Commercio
Sono presenti numerose attività a conduzione familiari come: mulini, panifici, falegnamerie e caseifici.

### Artigianato
Un importante spazio nell'economia di Ascoli Satriano è dato dall'artigianato di ricami e pizzi, ceramica artistica, canestri e ceste fatte in vimine, ferro battuto e lavorazione del legno.

## Infrastrutture e trasporti

### Ferrovie

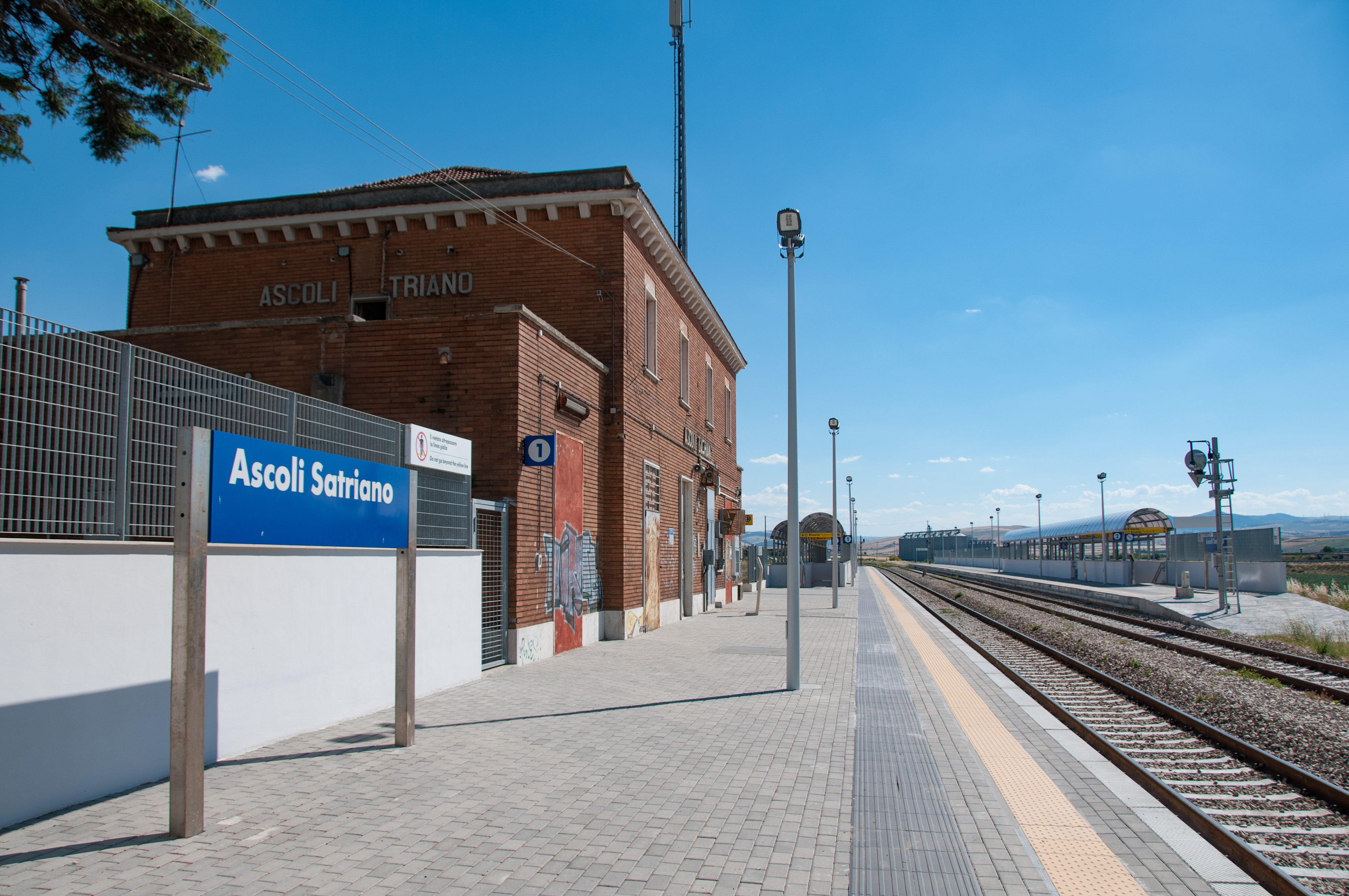
Stazione ferroviaria

La città di Ascoli Satriano ha una propria stazione ferroviaria, lungo la tratta Foggia-Potenza. Nell'anno 2016, tale tratta ferroviaria è stata interessata da lavori di ammodernamento, con la costruzione di un sottopasso per permettere ai pedoni di raggiungere la banchina senza attraversare i binari. Il progetto prevedeva l'installazione di nuovi marciapiedi (alti 55 cm) per agevolare la salita e la discesa dai treni e un sistema di informazione al pubblico attraverso diffusori sonori. Tali lavori hanno permesso, inoltre, di innalzare la velocità di transito dei treni (60 km/h). I lavori sono stati ultimati il 16 dicembre 2016. La stazione permette il collegamento con il capoluogo di provincia.

### Mobilità urbana
I collegamenti con i comuni limitrofi sono assicurati principalmente da autobus di linea delle Ferrovie del Gargano. I collegamenti ad ampio raggio territoriale, come Milano o Torino, sono garantiti da Autolinee Marino Bus.

### Strade
Ascoli Satriano dispone di alcuni svincoli lungo la strada statale 655 Bradanica che collega il capoluogo provinciale Foggia al casello A16 di Candela.

## Amministrazione
Di seguito è presentata una tabella relativa alle amministrazioni che si sono succedute in questo comune.
| Periodo          | Periodo          | Primo cittadino               | Partito                                 | Carica              | Note   |
| ---------------- | ---------------- | ----------------------------- | --------------------------------------- | ------------------- | ------ |
| 20 novembre 1985 | 26 novembre 1990 | Antonio Gerardo Paolino Rolla | Partito Socialista Democratico Italiano | Sindaco             | [ 15 ] |
| 26 novembre 1990 | 28 giugno 1991   | Michele De Carolis            | Democrazia Cristiana                    | Sindaco             | [ 15 ] |
| 28 giugno 1991   | 22 gennaio 1993  | Michele De Carolis            | Democrazia Cristiana                    | Sindaco             | [ 15 ] |
| 22 marzo 1993    | 23 novembre 1993 | Pasquale Santamaria           |                                         | Comm. pref.         | [ 15 ] |
| 13 dicembre 1993 | 17 novembre 1997 | Antonio Gerardo Paolino Rolla | lista civica                            | Sindaco             | [ 15 ] |
| 17 novembre 1997 | 20 giugno 2000   | Angelo Damiano Infante        | lista civica                            | Sindaco             | [ 15 ] |
| 20 giugno 2000   | 14 maggio 2001   | Salvatore Tropea              |                                         | Comm. straordinario | [ 15 ] |
| 14 maggio 2001   | 30 maggio 2006   | Antonio Gerardo Paolino Rolla | centro-sinistra                         | Sindaco             | [ 15 ] |
| 30 maggio 2006   | 6 aprile 2011    | Antonio Gerardo Rolla         | L'Ulivo                                 | Sindaco             | [ 15 ] |
| 16 maggio 2011   | 5 giugno 2016    | Savino Danaro                 | lista civica Per Ascoli                 | Sindaco             | .      |
| 5 giugno 2016    | 4 ottobre 2021   | Vincenzo Sarcone              | lista civica Ascoli in comune           | Sindaco             | .      |
| 5 ottobre 2021   | 9 marzo 2022     | Vincenzo Sarcone              | lista civica Ascoli in comune           | Sindaco             | .      |
| 10 marzo 2022    | 14 maggio 2023   | Angela Barbato                |                                         | Comm. pref.         | [ 15 ] |
| 15 maggio 2023   | in carica        | Vincenzo Sarcone              | lista civica Ascoli in comune           | Sindaco             | .      |

### Gemellaggi
- Tuscania, dal 2003
- Ronda
- Pompano Beach, dal 2024

## Sport

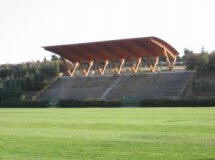
Tribuna stadio "Giovanni Paolo II"

Ha sede nel comune la società di calcio S.S.D. Ascoli Satriano, fondata nel 1969, che ha disputato campionati di promozione pugliese oltre a due campionati consecutivi in Eccellenza. Disputa gli incontri nello stadio comunale "Giovanni Paolo II", impianto sportivo molto apprezzato che ha visto allenarsi in passato, anche il Calcio Foggia 1920.